# Kleiner Ahornbock
Der Kleine Ahornbock (Ropalopus macropus) ist ein Käfer aus der Familie der Bockkäfer und der Unterfamilie Cerambycinae.
Die Art wird in der Roten Liste gefährdeter Arten Deutschlands und im Land Bayern unter der Kategorie 1 (vom Aussterben bedroht) geführt.

## Bemerkungen zum Namen und zur Taxonomie
Der Name Kleiner Ahornbock grenzt den Käfer gegen den ähnlichen großen Ahornbock (Ropalopus clavipes) ab. Beide kommen jedoch nicht auf Ahorn vor wie beispielsweise Ropalopus ungaricus
Die Erstbeschreibung der Art erfolgte 1824 durch  Germar  unter dem Namen Callidium macropus. Dabei weist der Artname „macropus“ (von altgr. μακρός makrós, groß und πούς pōūs, Fuß. ) auf die relativ langen Beine hin. Die Gattung Ropalus wurde von der Gattung Callidium abgetrennt, weil bei ihr ein Fortsatz der Vorderbrust die Vorderhüften trennt. Der Gattungsname R(h)opalopus (von altgr. ρόπαλος rhópalon, Keule und  πούς. pōūs, Fuß) nimmt auf die keulenartig verdickten Schenkel Bezug.
In Europa ist die Gattung Ropalopus mit acht Arten vertreten, weltweit mit zwanzig Arten in drei Untergattungen.

## Merkmale des Käfers
Der längliche Körper des Kleinen Ahornbocks ist flach, einfarbig schwarz und glanzlos. Er erreicht eine Länge von 8 bis 14 Millimetern.
Die Endglieder der Lippen- und Kiefertaster sind beilförmig (Abb. 6). Die  Facettenaugen sind durch die Fühlerbasis tief ausgerandet und fein facettiert (die Facetten sind bei zehnfacher Vergrößerung noch nicht deutlich sichtbar). Die Innenränder der Augen (in Abb. 5 rechts blau) liegen auf dem Scheitel näher beieinander als die Basis der Fühler (in Abb. 5 rechts grün). Die Fühlerglieder sind an der Spitze zwar eckig erweitert, aber nicht in einen Dorn ausgezogen (Abb. 7). Das dritte Fühlerglied ist deutlich länger als das vierte. Das dritte und vierte Fühlerglied sind zusammen deutlich länger als das fünfte.
Der Halsschild ist breiter als lang und dicht runzelig punktiert (Abb. 6). Von oben betrachtet ist er scheibenförmig, auf der Seite ist ein Höcker höchstens angedeutet.
Die breiten und flachen Flügeldecken sind mattgrau. Sie verjüngen sich nach hinten beim Männchen deutlich, beim Weibchen kaum. Die Spitze der Flügeldecken ist gemeinsam verrundet.
Die Vorderhüften sind einander genähert, aber durch einen schmalen Fortsatz der Vorderbrust voneinander getrennt (Abb. 4). Die Gelenkhöhlen der Vorderhüften sind nach hinten offen. Die Mittel- und Hinterschenkel sind gestielt und am Ende stark keulenartig verdickt. Die Tarsen erscheinen viergliedrig (pseudotetramer), da das vierte Glied sehr klein und zwischen den Lappen des dritten Gliedes versteckt ist (am besten in Abb. 6 am Vorderfuß links zu erkennen). Die Krallen sind ungezähnt.
| Abb. 1: Seitenansicht Abb. 2: Vorderansicht Abb. 3: Paarung | Abb. 5: Unterseite Abb. 3: Kopf, rechts ergänzt blau: Innenrand Auge grün: Innenrand Fühlerbasis Abb. 6: Ausschnitt Oberseite Abb. 7: Fühlerglieder 2 – 6 |

## Biologie
Die wärmeliebende Art ist an anbrüchigen Laubbäumen und Reisighaufen, gelegentlich auch an Holzzäunen oder auf den Blüten des Weißdorns zu finden. Er kommt aber so gut wie nie auf Ahornbäumen vor.
Die Larve entwickelt sich in verschiedenen anderen Laubbäumen wie Weiden, Linden sowie Eichen, Ulmen und Obstbäumen in trockenen Ästen. Für die Entwicklung benötigt sie zwei Jahre. Der adulte Käfer erscheint in Mitteleuropa im Juni und Juli. Man findet ihn gern an Reisighaufen, aber auch auf blühendem Gebüsch.

## Verbreitung
Das Verbreitungsgebiet des Kleinen Ahornbocks zieht sich von Deutschland südöstlich über Österreich, das ehemalige Jugoslawien und Rumänien bis ans Schwarze Meer, in nordöstlicher Richtung über Polen und Belarus bis Zentralrussland hin. Außerdem ist die Art im Nahen Osten und bis in den Iran verbreitet.
In Mitteleuropa ist der Käfer eher selten.